# Элбакианткари
Элбакианткари (груз. ელბაქიანთკარი) — село в Грузии, на территории Карельского муниципалитета края (мхаре) Шида-Картли.

## География
Село находится в центральной части Грузии, на правом берегу реки Дзамы, на расстоянии приблизительно 14 километров (по прямой) к юго-западу от города Карели, административного центра муниципалитета. Абсолютная высота — 836 метров над уровнем моря.

## Население
По результатам официальной переписи населения 2014 года в Элбакианткари проживало 68 человек (39 мужчин и 29 женщин). В национальной структуре населения грузины составляли 82,4 %, осетины — 17,6 %.
| Год  | Население, человек |
| ---- | ------------------ |
| 2002 | 116                |
| 2014 | ↘ 68               |